# Black Celebration Tour
Die Black Celebration Tour war eine weltweite Konzerttournee der britischen Synthie-Pop-/Synth-Rock-Band Depeche Mode. Sie diente zur Unterstützung ihres 1986 veröffentlichten fünften Studioalbums Black Celebration.

## Hintergrund
Die Tournee startete am 29. März 1986 in Oxford, endete am 16. August des gleichen Jahres in Kopenhagen und beinhaltete insgesamt 75 Auftritte in Europa, Nordamerika und Asien. Dabei gaben Depeche Mode auf dem letzten Tourabschnitt durch Europa Open-Air-Konzerte, die in kleineren Stadien sowie Amphitheatern stattfanden.
Die US-amerikanische New-Wave-Band Book of Love trat der Tour ab dem Konzert in Hannover am 29. April 1986 als Vorgruppe bei und blieb als Support Act für den Rest der ersten Europatournee sowie für alle Termine der Nordamerikatournee (die am 15. Juli 1986 endete) dabei. Weitere unregelmäßig im Vorprogramm der Tournee auftretende Bands waren u. a. New Order oder Talk Talk.

## Liveaufnahmen
Die Konzertauftritte in London (16. April 1986) und Stuttgart (2. Mai 1986) wurden für spätere Fernsehausstrahlungen mitgeschnitten und kursieren als Bootleg-Videos. Ein offizieller Mitschnitt der Tour als Livealbum oder Livevideo erschien bis heute nicht.

## Setlist

### Beispiel-Setlist
- Christmas Island (intro)
- Black Celebration
- A Question of Time
- Fly on the Windscreen
- Shake the Disease
- Leave in Silence
- It’s Called a Heart
- Everything Counts
- It Doesn’t Matter Two
- Somebody
- A Question of Lust
- Here Is the House
- Blasphemous Rumours
- New Dress
- Stripped
- Something to Do
- Master and Servant
- Photographic
- People Are People
- Boys Say Go!
- Just Can’t Get Enough
- More Than a Party

## Tourdaten
| Nr.                 | Datum           | Stadt           | Land               | Veranstaltungsort                     |
| Leg 1 – Europa      | Leg 1 – Europa  | Leg 1 – Europa  | Leg 1 – Europa     | Leg 1 – Europa                        |
| ------------------- | --------------- | --------------- | ------------------ | ------------------------------------- |
| 1                   | 29. März 1986   | Oxford          | England            | New Theatre                           |
| 2                   | 31. März 1986   | Brighton        | England            | Brighton Centre                       |
| 3                   | 2. April 1986   | Dublin          | Irland             | RDS Simmonscourt                      |
| 4                   | 4. April 1986   | Belfast         | Nordirland         | Maysfield Centre                      |
| 5                   | 6. April 1986   | Glasgow         | Schottland         | SECC                                  |
| 6                   | 7. April 1986   | Whitley Bay     | England            | Ice Rink                              |
| 7                   | 9. April 1986   | Birmingham      | England            | National Exhibition Centre            |
| 8                   | 10. April 1986  | Birmingham      | England            | National Exhibition Centre            |
| 9                   | 12. April 1986  | Manchester      | England            | Apollo Theatre                        |
| 10                  | 13. April 1986  | Bristol         | England            | Hippodrome                            |
| 11                  | 14. April 1986  | Bournemouth     | England            | International Centre                  |
| 12                  | 16. April 1986  | London          | England            | Wembley Arena                         |
| 13                  | 17. April 1986  | London          | England            | Wembley Arena                         |
| Leg 2 – Europa      |                 |                 |                    |                                       |
| 14                  | 24. April 1986  | Lillestrøm      | Norwegen           | Skedsmohallen                         |
| 15                  | 25. April 1986  | Göteborg        | Schweden           | Scandinavium                          |
| 16                  | 26. April 1986  | Stockholm       | Schweden           | Johanneshovs Isstadion                |
| 17                  | 28. April 1986  | Kopenhagen      | Danemark           | Valby-Hallen                          |
| 18                  | 29. April 1986  | Hannover        | Deutschland        | Eilenriedehalle                       |
| 19                  | 30. April 1986  | Aachen          | Deutschland        | Eurogress                             |
| 20                  | 2. Mai 1986     | Stuttgart       | Deutschland        | Schleyerhalle                         |
| 21                  | 3. Mai 1986     | München         | Deutschland        | Rudi-Sedlmayer-Halle                  |
| 22                  | 4. Mai 1986     | Zürich          | Schweiz            | Hallenstadion                         |
| 23                  | 6. Mai 1986     | Paris           | Frankreich         | Palais Onmisport de Bercy             |
| 24                  | 7. Mai 1986     | Paris           | Frankreich         | Palais Onmisport de Bercy             |
| 25                  | 8. Mai 1986     | Lyon            | Frankreich         | Palais des Sports de Gerland          |
| 26                  | 10. Mai 1986    | Brüssel         | Belgien            | Forest National                       |
| 27                  | 11. Mai 1986    | Düsseldorf      | Deutschland        | Philipshalle                          |
| 28                  | 13. Mai 1986    | Ludwigshafen    | Deutschland        | Friedrich-Ebert-Halle                 |
| 29                  | 14. Mai 1986    | Saarbrücken     | Deutschland        | Saarlandhalle                         |
| 30                  | 16. Mai 1986    | Hamburg         | Deutschland        | Alsterdorfer Sporthalle               |
| 31                  | 17. Mai 1986    | Hamburg         | Deutschland        | Alsterdorfer Sporthalle               |
| 32                  | 18. Mai 1986    | Berlin          | Deutschland        | Waldbühne                             |
| 33                  | 20. Mai 1986    | Münster         | Deutschland        | Halle Münsterland                     |
| 34                  | 21. Mai 1986    | Bremen          | Deutschland        | Stadthalle                            |
| 35                  | 22. Mai 1986    | Dortmund        | Deutschland        | Westfalenhalle                        |
| 36                  | 24. Mai 1986    | Rotterdam       | Niederlande        | Sportpaleis Ahoy’                     |
| 37                  | 25. Mai 1986    | Rüsselsheim     | Deutschland        | Walter-Köbel-Halle                    |
| Leg 3 – Nordamerika |                 |                 |                    |                                       |
| 38                  | 1. Juni 1986    | Boston          | Vereinigte Staaten | Wang Theatre                          |
| 39                  | 3. Juni 1986    | Upper Darby     | Vereinigte Staaten | Tower Theatre                         |
| 40                  | 4. Juni 1986    | Upper Darby     | Vereinigte Staaten | Tower Theatre                         |
| 41                  | 6. Juni 1986    | New York City   | Vereinigte Staaten | Radio City Music Hall                 |
| 42                  | 7. Juni 1986    | New York City   | Vereinigte Staaten | Radio City Music Hall                 |
| 43                  | 8. Juni 1986    | New York City   | Vereinigte Staaten | Radio City Music Hall                 |
| 44                  | 10. Juni 1986   | Cuyahoga Falls  | Vereinigte Staaten | Blossom Music Center                  |
| 45                  | 12. Juni 1986   | Canandaigua     | Vereinigte Staaten | Finger Lakes Performing Arts Center   |
| 46                  | 13. Juni 1986   | Wantagh         | Vereinigte Staaten | Jones Beach Marine Theater            |
| 47                  | 14. Juni 1986   | Columbia        | Vereinigte Staaten | Merriweather Post Pavilion            |
| 48                  | 17. Juni 1986   | Montréal        | Kanada             | Auditorium de Verdun                  |
| 49                  | 18. Juni 1986   | Vaughan         | Kanada             | Kingswood Music Theatre               |
| 50                  | 19. Juni 1986   | Vaughan         | Kanada             | Kingswood Music Theatre               |
| 51                  | 21. Juni 1986   | Clarkston       | Vereinigte Staaten | Pine Knob Music Theatre               |
| 52                  | 22. Juni 1986   | Hoffman Estates | Vereinigte Staaten | Poplar Creek Music Theater            |
| 53                  | 24. Juni 1986   | St. Paul        | Vereinigte Staaten | Civic Center                          |
| 54                  | 26. Juni 1986   | Fort Worth      | Vereinigte Staaten | Will Rogers Memorial Center           |
| 55                  | 28. Juni 1986   | Austin          | Vereinigte Staaten | City Coliseum                         |
| 56                  | 29. Juni 1986   | Houston         | Vereinigte Staaten | Southern Star Amphitheatre            |
| 57                  | 1. Juli 1986    | Morrison        | Vereinigte Staaten | Red Rocks Amphitheatre                |
| 58                  | 3. Juli 1986    | Park City       | Vereinigte Staaten | Park West Amphitheatre                |
| 59                  | 5. Juli 1986    | Berkeley        | Vereinigte Staaten | William Randolph Hearst Greek Theatre |
| 60                  | 6. Juli 1986    | Mountain View   | Vereinigte Staaten | Shoreline Amphitheatre                |
| xx                  | 7. Juli 1986    | Woodinville     | Vereinigte Staaten | Chateau Ste. Michelle Winery          |
| 61                  | 8. Juli 1986    | Vancouver       | Kanada             | Labatt’s Expo Theatre                 |
| 62                  | 11. Juli 1986   | San Diego       | Vereinigte Staaten | Sports Arena                          |
| 63                  | 13. Juli 1986   | Inglewood       | Vereinigte Staaten | The Forum                             |
| 64                  | 14. Juli 1986   | Irvine          | Vereinigte Staaten | Irvine Meadows Amphitheatre           |
| 65                  | 15. Juli 1986   | Irvine          | Vereinigte Staaten | Irvine Meadows Amphitheatre           |
| Leg 4 – Asien       |                 |                 |                    |                                       |
| 66                  | 21. Juli 1986   | Osaka           | Japan              | Festival Hall                         |
| 67                  | 22. Juli 1986   | Nagoya          | Japan              | Aichi Kōsei Nenkin Kaikan             |
| 68                  | 23. Juli 1986   | Tokio           | Japan              | NHK Hall                              |
| Leg 5 – Europa      |                 |                 |                    |                                       |
| 69                  | 4. August 1986  | Fréjus          | Frankreich         | Les Arènes                            |
| 70                  | 5. August 1986  | Pietra Ligure   | Italien            | Campo Sportivo Comunale               |
| 71                  | 6. August 1986  | Rimini          | Italien            | Stadio Comunale                       |
| 72                  | 8. August 1986  | Nîmes           | Frankreich         | Les Arènes                            |
| 73                  | 9. August 1986  | Annecy-le-Vieux | Frankreich         | Stade d’Albigny                       |
| xx                  | 11. August 1986 | Royan           | Frankreich         | Esplanade du Stade                    |
| 74                  | 12. August 1986 | Bayonne         | Frankreich         | Les Arènes                            |
| 75                  | 16. August 1986 | Kopenhagen      | Danemark           | Valby Idrætspark                      |

## Band
- Dave Gahan: Gesang
- Martin Gore: Synthesizer, Keyboards, Melodika, Metallteile, Hintergrundgesang, Gesang bei It Doesn’t Matter Two, Somebody und A Question of Lust
- Alan Wilder: Synthesizer, Keyboards, Metallteile, Hintergrundgesang
- Andrew Fletcher: Synthesizer, Keyboards, Sampler, E-Drumpads, Hintergrundgesang